# Museo Arqueológico y Etnológico de Granada
El Museo Arqueológico y Etnológico de Granada (MAEGR) está emplazado en la Casa de Castril, señorial casa del siglo XVI, en la ciudad de Granada, España. 

## Historia
Como antecedente, entre 1842 y 1879, existió un Gabinete de Antigüedades a cargo del pintor granadino Manuel Gómez-Moreno González, que entre otras funciones se encargaron de recoger las diferentes piezas arqueológicas encontradas en el yacimiento de Medina Elvira, Atarfe. El museo como tal fue fundado en 1879, siendo de los primeros museos arqueológicos en abrir junto al de Madrid y Valladolid, aunque también tenía una colección de bellas artes. Su primer director fue Francisco Góngora del Carpio (1879-1919), hijo del célebre arqueólogo Francisco de Góngora y Martínez.
En 1917 se adquirió la Casa de Castril a los herederos del insigne arabista Leopoldo Eguilaz y Yanguas, como sede para ubicar definitivamente el museo, siendo unos de los mejores palacios renacentistas de Granada y cuya fecha de construcción data de 1539 por Sebastián de Alcántara, discípulo de Diego de Siloé. En 1946 la colección de Bellas Artes pasó al Palacio de Carlos V como museo independiente. En 1984 pasó a administración de la Consejería de Cultura de la Junta de Andalucía.
En mayo de 2010 fue cerrado por este mismo organismo, argumentando la existencia de unas grietas en el edificio. Su reapertura se hizo efectiva el 18 de mayo de 2018, Día Internacional de los Museos, tras ocho años cerrado.

## Colección
Su colección, estructurada en dos niveles, en torno a un bello patio renacentista, abarca hallazgos arqueológicos del Paleolítico y Neolítico efectuados en la provincia de Granada, así como piezas íberas, fenicias, romanas y árabes de notable valor.